# A messzi Észak
A messzi Észak (eredeti cím: Tout en haut du monde) 2015-ben bemutatott dán–francia 2D-s számítógépes animációs film, amelyet Rémi Chayé rendezett.
A forgatókönyvet Claire Paoletti, Patricia Valeix és Fabrice de Costil írta. A producerei Ron Dyens, Claus Toksvig Kjaer és Henri Magalon. A film zeneszerzője 	Jonathan Morali. A film gyártója a Sacrebleu Productions, a Maybe Movies, a France 3 Cinéma, a 2 Minutes és a Nørlum, forgalmazója a Diaphana Films. Műfaja kalandfilm.
Franciaországban 2015. június 16-án mutatták be az Annecy nemzetközi filmfesztiválon. Magyarországon 2016. július 7-étől vetítették a mozikban.

## Szereplők
| Szereplő | Eredeti hang     | Magyar hang     |
| --- | ---------------- | --------------- |
| Szása | Christa Theret   | Roatis Andrea   |
| Olukin | Féodor Atkine    | Ujréti László   |
| Katch | Thomas Sagols    | Baráth István   |
| Larson | Rémi Caillebot   | Varga Gábor     |
| Nágya | Audrey Sablé     | Berkes Boglárka |
| Tomszkij herceg | Fabien Briche    | Czvetkó Sándor  |
| Apa | Rémi Bichet      | Lux Ádám        |
| Anya | Julienne Degenne | Törtei Tünde    |
| Lund | Loïc Houdré      | Csankó Zoltán   |
| Navy | Marc Bretonnière | Bácskai János   |
| Mowson | Cyrille Monge    | Bodrogi Attila  |
| Galway | Boris Rehlinger  | Forgács Gábor   |
| Maloney | TBA              | Péter Richárd   |
| Frenchy | TBA              | Megyeri János   |
| Olga | TBA              | Zsurzs Kati     |
| Luzsin | TBA              | Kajtár Róbert   |
| Briscoe | TBA              | Haagen Imre     |
| További magyar hangok |                  |                 |
| Farkas Zita, Fehérváry Márton, Galiotti Barbara, Hám Bertalan, Hegedüs Miklós, Illésy Éva, Katona Zoltán, Németh Attila István, Turóczi Izabella, Vámos Mónika |                  |                 |